# Metabolismo (arquitetura)

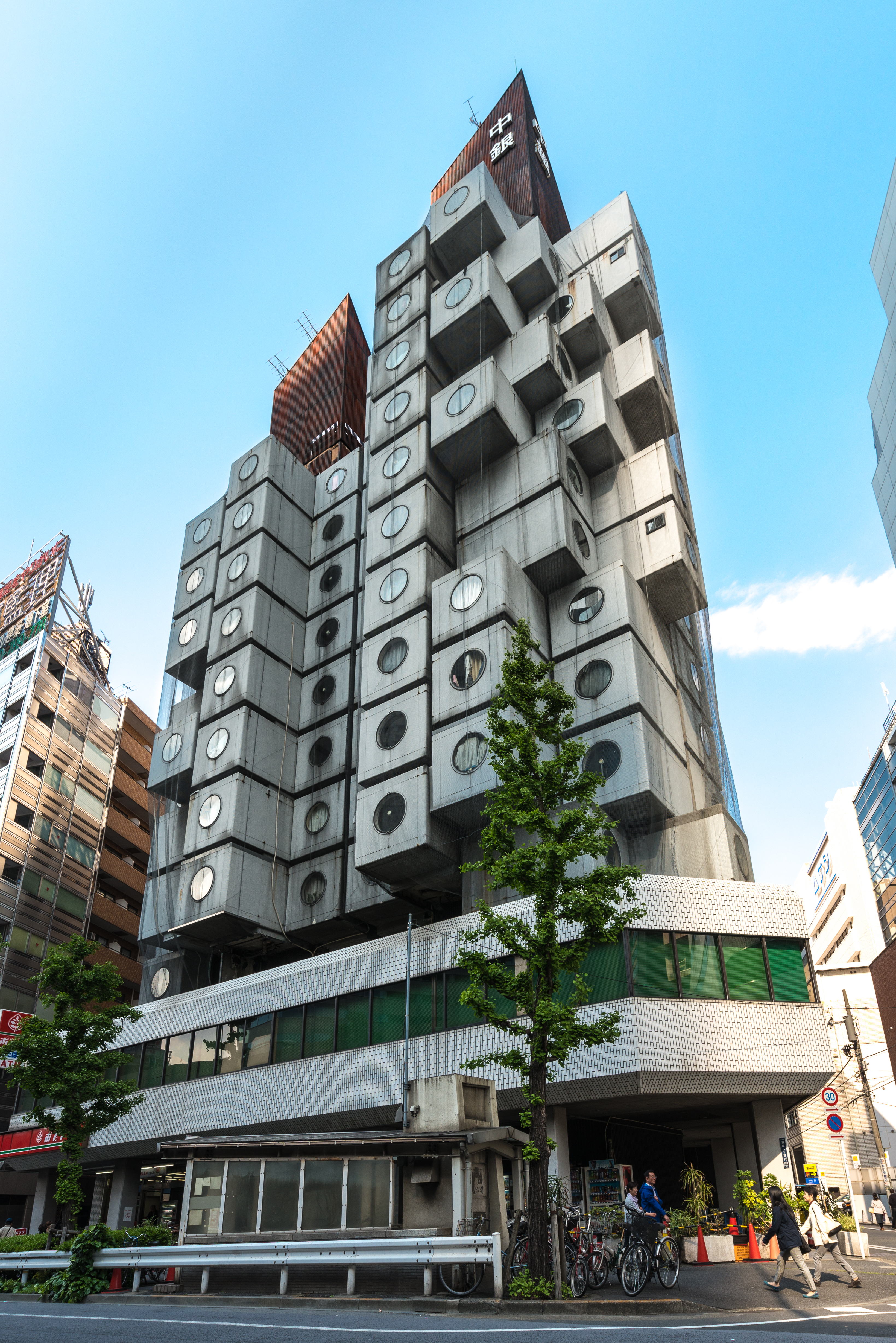
Nakagin Capsule Tower, Kisho Kurokawa.

Movimento Metabolista é um movimento arquitetônico contemporâneo, formado por um grupo de arquitetos japoneses e projetistas unidos sob o nome de os Metabolistas.
Foi fundada em 1959. Eles tinham uma ideia da cidade do futuro habitado por uma sociedade de massas, caracterizada pela grande escala, estruturas flexíveis e extensíveis com um crescimento similar ao orgânico. Eles foram influenciados pelas ideias e desenhos do Archigram.
Na sua opinião, as leis tradicionais de forma e função na arquitetura eram obsoletas. Eles acreditavam em uma profunda influência do espaço e funcionalidade na sociedade e cultura do futuro.
Alguns dos projetos mais conhecidos desse movimento são a cidade flutuante no mar (draft Unabara), a cidade torre Kiyonori Kikutake, a cidade muro, a cidade agrícola e a Cidade Helix de Kisho Kurokawa.

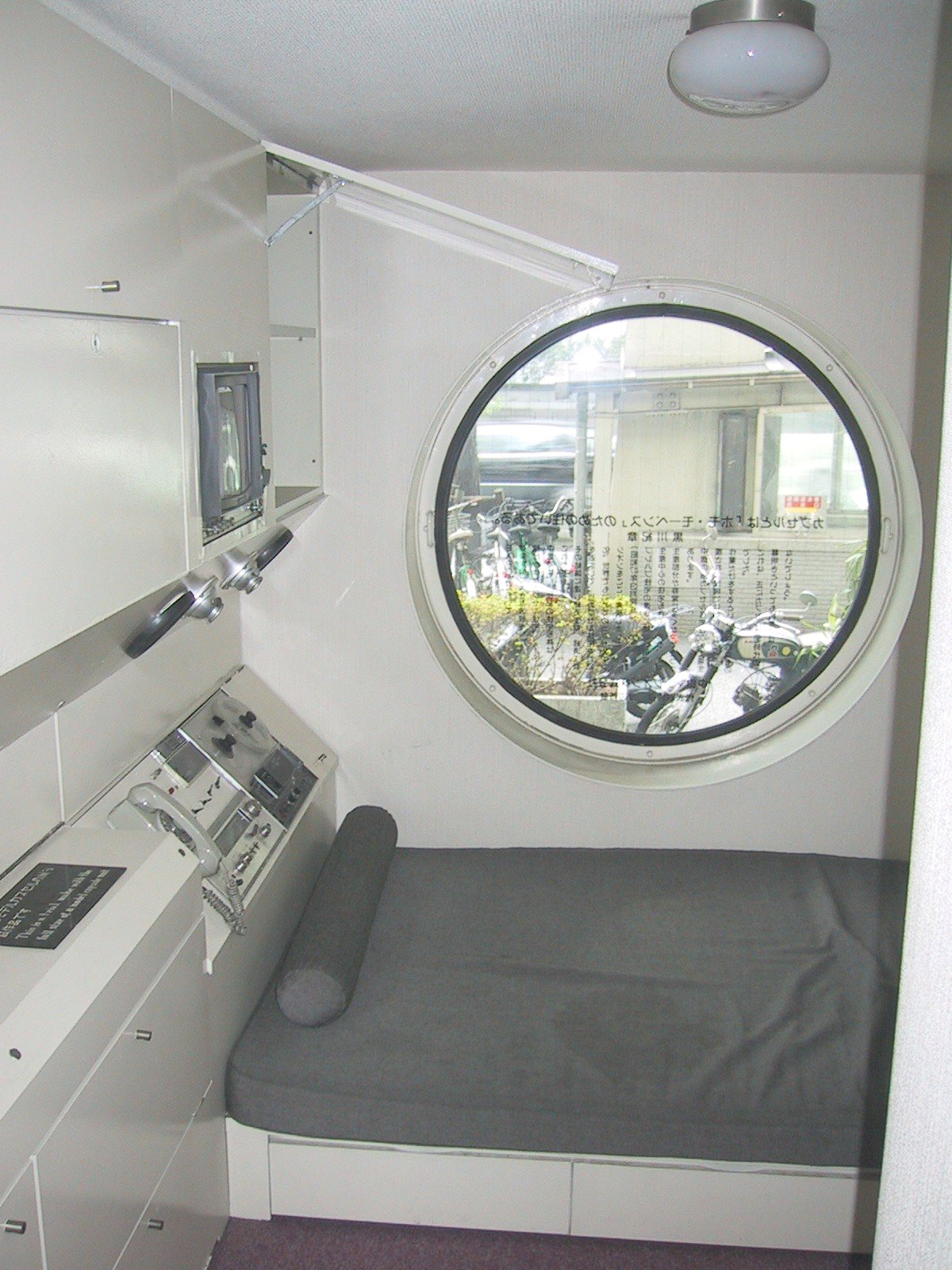
Interior de uma das cápsulas na Nakagin Capsule Tower

## Metabolismo
Metabolismo (メタボリズム, metaborizumu) foi um movimento arquitetônico japonês do pós-guerra, que uniu ideia das megaestruturas arquitetônicas e do crescimento biológico orgânico. Sua primeira exposição internacional foi durante o encontro do Congrès Internationaux d'Architecture Moderne|CIAM e suas ideias foram testadas por estudantes do estúdio Massachusetts Institute of Technology (MIT) de Kenzo Tange.
Durante a preparação para a Conferência Mundial de Design em Tóquio, em 1960, um grupo de jovens arquitetos e designers talentosos, incluindo Kiyonori Kikutake, Kisho Kurokawa e Fumihiko Maki, prepararam uma publicação do manifesto Metabolista. Eles foram influenciados por uma larga variedade de fontes, incluindo as teorias marxistas e os processos biológicos. Seu manifesto foi uma série de quarto ensaios intitulados: Marine City, Space City, Rumo a uma Forma de Grupo, e Material e Homem, e também incluiu desenhos para cidades vastas que flutuavam nos oceanos e torres de cápsulas plugadas que podiam incorporar o crescimento orgânico. Embora a Conferência Mundial de Design tenha dado aos metabolistas exposição em âmbito internacional, suas ideias continuaram bastante teóricas.
Algumas edificações menores, que empregavam princípios metabolistas foram construídas, incluindo o edifício de Kenzo Tange em Yamanashi e a Torre de Cápsulas de Nakagin de Kurokawa. Uma grande concentração de seus trabalhos foi observada na Exposição Mundial de 1970 em Osaka, quando Tange foi responsável pelo planejamento de todo o complexo e Kikutake e Kurokawa desenharam os pavilhões. Depois da crise do petróleo de 1973, os Metabolistas voltaram sua atenção para fora do Japão, em direção à África e ao Oriente Médio.

## Origens do Metabolismo
O CIAM foi fundado na Suíça em 1928 como uma associação de arquitetos que queriam elevar o modernismo a um padrão internacional. Durante o início da década de 1930, promoveram a ideia (baseada nos novos padrões urbanos dos Estados Unidos) de que o desenvolvimento urbano deveria ser guiado pelas quatro categorias funcionais do CIAM: habitação, trabalho, transporte e lazer. Em meados dos anos 1930 Le Corbusier e outros arquitetos haviam moldado o CIAM como uma festa pseudo-política com o objetivo de promover a arquitetura moderna a todos. Esta visão ganhou força no período imediatamente após a Guerra, quando Le Corbusier e seus colegas começaram a desenhar edificações em Chandigarh. No início da década de 1950, percebeu-se que o CIAM estava perdendo seu caráter de inovação, então em 1954 um grupo de jovens membros chamado "Time 10" foi formado. Ele incluía os arquitetos alemães Jacob Bakema e Aldo van Eyck e os arquitetos britânicos Peter e Alison Smithson. Os arquitetos do Time 10 introduziram conceitos como "associação humana", "cluster" e "mobilidade", com Bakema encorajando a combinação de arquitetura e planejamento em desenho urbano. O que foi uma rejeição à antiga abordagem mecânica das quarto funções do CIAM e acabaria por levar à ruptura e ao final do CIAM.
Kenzo Tange foi convidado para o encontro do CIAM '59 em Otterlo, Holanda. No que era para ser a última reunição do CIAM, ele apresentou dois projetos teóricos do arquiteto Kiyonori Kikutake: a cidade em forma de Torre e casa de Kikutake, a Sky House. Esta apresentação expôs o incipiente movimento Metabolista para sua primeira plateia internacional. Como o conceito do Time 10 de "associação humana", o Metabolismo também estava explorando novos conceitos em design urbano.
A cidade em forma de torre era uma torre de 300 metros, que abrigava a infraestrutura para uma cidade inteira, incluindo transporte, serviços e uma planta manufaturada para casas pré-fabricadas. A torre era uma "terra artificial" vertical de aço, onde cápsulas de habitação pré-fabricadas poderiam ser acopladas. Kikutake propôs que essas cápsulas seriam auto-renovadas a cada 50 anos e a cidade cresceria organicamente como os ramos de uma árvore.
Construída em uma colina, a Sky House é uma plataforma suportada por quatro painéis de concrete com um telhado em forma de concha parabolóide hiperbólica. É um espaço único dividido por unidades de armazenamento com a cozinha e o banheiro na borda externa. Estes últimos dois foram concebidos de modo que podem ser movidos de acordo com o uso da casa – e de fato têm sido movidos e/ou ajustados cerca de sete vezes nos últimos 50 anos. Em determinada época, um quarto de criança foi acoplado à parte inferior do piso principal com uma porta de acesso do tamanho de uma criança entre os dois quartos.
Depois do encontro, Tange foi ao MIT para começar um período de quatro meses como professor visitante. Possivelmente devido à recepção dos projetos de Kikutake em Otterlo, ele decidiu definir o projeto do quinto ano como um projeto para uma comunidade residencial de 25.000 habitantes a ser construído dentro da Baía de Boston. Tange sentiu um desejo natural de produzir projetos urbanos baseados em um novo protótipo de design, um que possibilitasse uma conexão mais humana às cidades em grande escala. Ele considerou a ideia de estrutura "primária" e "secundária" de cidade e como ela poderia crescer em ciclos, como o trono e as folhas de uma árvore.
Um dos sete projetos produzidos pelos estudantes foi um perfeito exemplo dessa visão. O projeto consistia de duas estruturas residenciais primárias, cada uma com sua seção triangular. O movimento lateral era fornecido por autoestradas e monotrilhos, enquanto o movimento vertical das áreas de estacionamento era através de elevadores. No interior, havia espaços abertos para centros comunitários e a cada três níveis havia passarelas ao longo das quais havia fileiras de casas de famílias. O projeto parecia ser baseado no projeto de concurso não-realizado de Tange para a sede da Organização Mundial da Saúde em Genebra e ambos os projetos pavimentaram o caminho para seu projeto posterior, "Plano para Tóquio – de 1960". Tange apresentou o projeto da Baía de Boston e o Plano de Tóquio na Conferência Mundial de Design em Tóquio.

## Conferência Mundial de Design em Tóquio, 1960

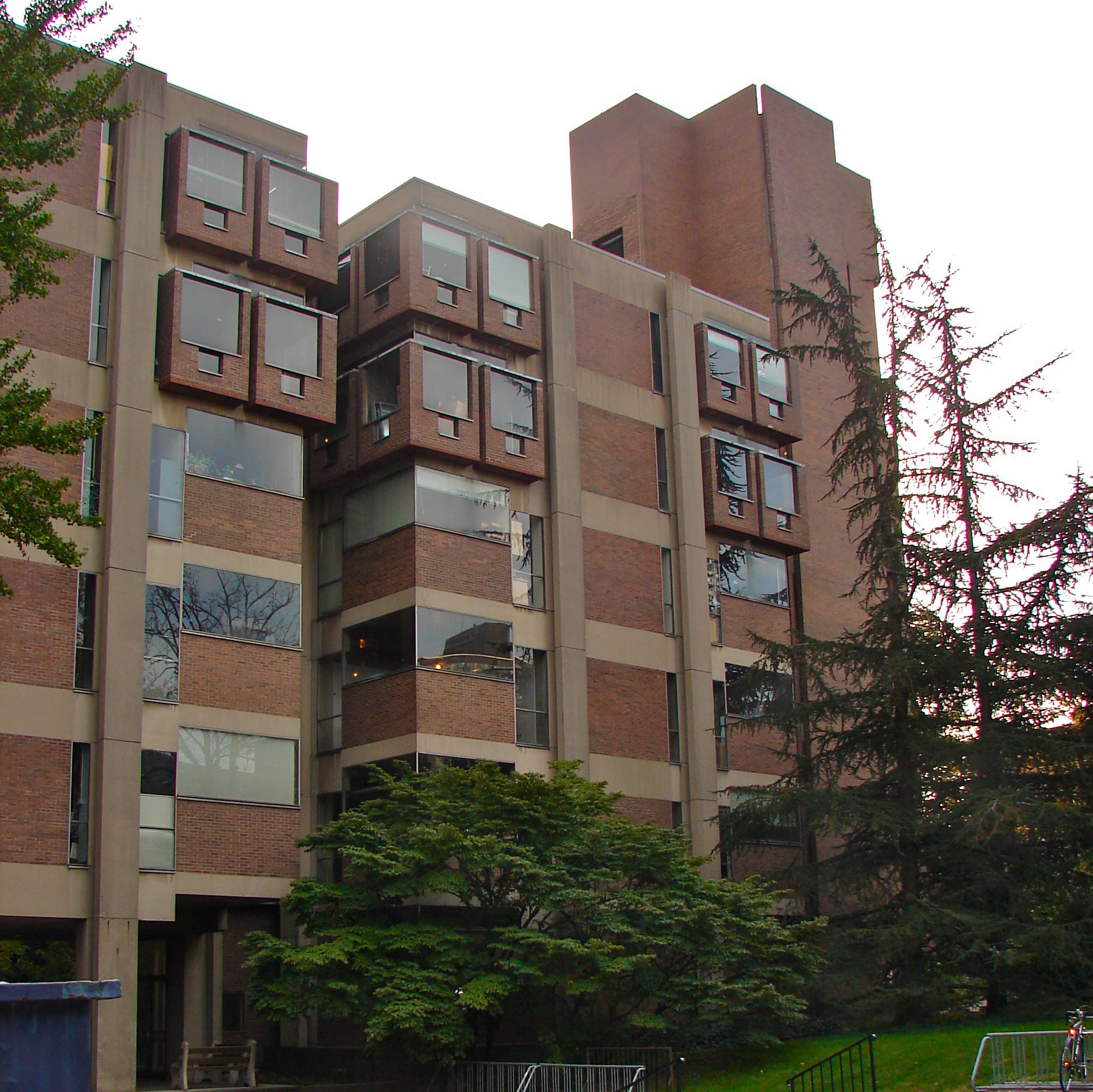
O Laboratório de Investigação Médica Richards na Filadélfia, desenhado por Louis Kahn, foi inspiração para os Metabolistas.

A conferência teve suas raízes em Isamu Konmochi e Sori Yanagi, que eram representantes do Comitê Japonês na Conferência Internacional de Design de 1956 em Aspen, no Colorado. Eles sugeriram que, em vez de uma conferência quadrienal em Aspen, deveria haver uma conferência itinerante, sendo Tóquio a primeira a sedia-la em 1960. Três membros instituicionais japoneses foram responsáveis por organizar a conferência, embora depois a Associação de Design Industrial Japonesa tenha saído e apenas tenham permanecido o Instituto Japonês de Arquitetos e a Associação Japonesa de Artes e Publicidade. Em 1958, formaram um comitê de preparação liderado por Junzo Sakakura, Kunio Maekawa e Kenzo Tange. Como Tange havia aceitado o convite para ser professor visitante no MIT, ele indicou seu colega Takashi Asada para substitui-lo na organização dos programas da conferência.
O jobem Asada convidou dois amigos para ajuda-lo: o crítico de arquitetura e editor da revista Shinkenchiku, Noboru Kawazoe, e Kisho Kurokawa, que fora um dos alunos de Tange. Por sua vez, estes dois homens buscaram mais designers talentosos para ajusa-los, incluindo: os arquitetos Masato Otaka e Kiyonori Kikutake e os designers Kenji Ekuan e Kiyoshi Awazu. Kurokawa foi selecionado porque havia recentemente retornado de uma conferência internacional de estudantes na União Soviética e havia sido aluno do teórico arquitetônico marxista Uzo Nishiyama. Ekuan foi cogitado por sua participação recente em um seminário ministrado por Konrad Wachsmann  (ele chegara à palestra em uma motocicleta Yamaha YA-1, que ele havia recentemente desenhado para a Yamaha) e Otaka era um associado júnior de Kunio Maekawa e havia recentemente concluído o edifício de apartamentos Harumi na Baía de Tóquio. Fumihiko Maki, um ex-aluno de graduação de Tange também se juntu ao grupo por estar em Tóquio para uma bolsa de viagem da Graham Foundation for Advanced Studies in the Fine Arts.
Durante o dia, Asada sondava políticos, empresários e jornalistas em busca de ideias, à noite encontrava-se com seus jovens amigos para cultivar estas ideias. Asada estava hospedado no Ryugetsu Ryokan em Asakusa, Tóquio e costumava usa-lo como local de encontro de estudiosos, arquitetos e artistas progressistas. Com frequência convidava pessoas de outras profissões para palestrar e um deles foi o físico atômico Mitsuo Taketani. Taketani era um estudioso que também estava interessado na teoria marxista e trouxe estas ideias para o grupo junto com suas teorias científicas. A Metodologia de Taketani de três estágio para a pesquisa científica influenciou a teoria de Kikutake de três estágios: ka (o sistema geral), kata (a imagem abstrata) e katachi (a solução como construída), que ele usava para resumir seu próprio processo de design a partir de uma visão ampla em direção a uma forma arquitetônica concreta.
O grupo também pesquisava por soluções arquitetônicas para a expansão urbana fenomenal do Japão provocada por seu crescimento econômico, e como isso poderia ser reconciliado com sua falta de terras úteis. Eles foram inspirados por exemplos de crescimento circular e renovação encontrados na arquitetura japonesa tradicional como o Ise Shrine e o Katsura Detached Palace. Eles trabalharam em cafés e na International House de Tóquio para produzir uma compilação de seus trabalhos que podessem publicar como um manifesto para a conferência.
A conferência ocorreu em 11–16 de maio de 1960 e teve 227 convidados, 84 dos quais eram internacionais, incluindo os arquitetos Louis Kahn, Ralph Erskine, B. V. Doshi, Jean Prouvé, Paul Rudolph e Peter e Alison Smithson. Os participantes japoneses incluíam Kunio Maekawa, Yoshinobu Ashihara e Kazuo Shinohara.
Depois de sua palestra de 13 de maio, Louis Kahn foi convidado à Sky House de Kikutake e teve uma longa conversa com vários arquitetos japoneses, incluindo os Metabolistas. Ele respondeu a questões até meia-noite com Maki sendo o tradutor. Kahn falou de sua abordagem universal para o design e usou seu próprio edifício dos Laboratórios de Pesquisa Médica Richards como exemplo de como novas soluções de design podem ser alcançadas com um novo pensamento sobre o espaço e o movimento. Vários metabolistas foram inspirados por ele.Predefinição:Vague

### O nome Metabolismo
Ao discutir a natureza orgânica do projeto teórico da Marine City de Kikutake, Kawazoe usou a palavra japonesa shinchintaisha como sendo simbólica da troca essencial de materiais e energia entre organismos e o mundo exterior (literalmente metabolismo no sentido biológico. O significado japonês da palavra tem um sentido de substituição do velho pelo novo e o grupo ainda interpretou como equivalente à contínua renovação e crescimento orgânico da cidade. Como a conferência deveria ser uma conferência mundial, Kawazoe sentiu que deveriam utilizar uma palavra mais universal e Kikutake buscou a definição de shinchintaisha em seu dicionário Japonês-Inglês. A tradução que encontrou foi a palavra Metabolismo.

## O manifesto do Metabolismo
O manifesto do grupo Metabolismo: Proposta para um Novo Urbanismo foi publicado na Conferência Mundia de Design. Duas mil cópias do livro de 90 páginas foram impressas e vendidas a ¥500 por Kurokawa e Awazu na entrada do local. O manifesto começava com a seguinte afirmação:
Metabolismo é o nome do grupo, no qual cada membro propõe novos projetos do mundo que está por vir, através de seus projetos concretos e ilustrações. Nós consideramos a sociedade humana como um processo vital – um desenvolvimento contínuo do átomo à nebulosa. A razão porque usamos tal palavra biológica, metabolismo, é por acreditarmos que design e tecnologia deveriam ser uma denotação da sociedade humana. Não vamos aceitar o metabolismo como um processo natural, mas tentar encorajar o desenvolvimento matabólico ativo de nossa sociedade através de nossas propostas.
A publicação incluía projetos de cada menbro, mas um terço do document foi dedicado ao trabalho de Kikutake, que contribuiu com ensaios e ilustrações da "Marine City". Kurokawa constribuiu com "Space City", Kawazoe com "Material e Homem" e Otaka e Maki escreveram "Rumo a uma Forma de Grupo". Awazu concebeu o livreto e a esposa de Kawazoe, Yasuko, editou o layout.
Alguns dos projetos incluídos no manifesto foram posteriormente exibidos na exposição do Museum of Modern Art de 1960 intitulada Arquitetura Visionária e expuseram o trabalho dos arquitetos japoneses para uma plateia muito mais ampla.
Ao contrário da estrutura de participação mais rígida do Time 10, os Metabolistas viam seu movimento como tendo uma forma orgânica com os membros sendo livres para ir e vir, embora o grupo tivesse coesão viam-se como indivíduos e seu arquitetura refletia isto. O que era especialmente verdade para Tange, que era mais um mentor do grupo do que um membro “oficial”.

### Ocean City
A Ocean City de Kikutake é o primeiro ensaio no panfleto. Cobriu suas dois projetos anteriormente publicados "Tower-shaped City" e "Marine City" e incluiu um novo projeto "Ocean City", que era a combinação dos dois primeiros. Os dois primeiros projetos introduziam as ideias Metabolistas de "terra artificial" e de estrutura "primária" e "secundária". Kawazoe referiu-se a "terra artificial" em um artigo na revista Kindai Kenchiku em abril de 1960. Em resposta à escassez de terra em cidades grandes e em expansão, ele propos a criação de "terra artificial", que seria composta por lajes de concreto, oceanos ou paredes (nas quais as cápsulas poderiam ser plugadas). Ele afirmou que a criação desta "terra artificial" permitiria que a população ussase outras terras de modo mais natural.
Para a Marine City, Kikutake propos uma cidade que flutuaria livremente no oceano e seria livre de amarras a uma nação em específica e, portanto, livre da ameaça da guerra. O solo artificial da cidade abrigaria agricultura, indústria e entretenimento e as torres residenciais desceriam para dentro do oceano a uma profundidade de 200 metros. A cidade em si não estaria amarrada a uma terra e estaria livre para flutuar ao longo do oceano e crescer organicamente como um organismo. Quando se tornasse muito velha para habitação, ela se auto afundaria.
A Ocean City era uma combinação da Tower-shaped City e da Marine City. Consistia em dois anéis tangentes, com residências no anel interior e produção no exterior. Edifícios administrativos eram encontrados no ponto tangente. A população seria rigidamente controlada até o limite de 500.000. Kikutake previa que a cidade se expandiria multiplicando-se a si mesma como se sofresse divisão celular. O que reforçava a ideia metabolista de que a expansão das cidades poderia ser um processo biológico.

### Space City
Neste ensaio "Space City", Kurokawa introduzia quatro projetos: Neo-Tōkyō Plan, Wall City, Agricultural City e Mushroom-shaped house. Em contraste com o projeto linear de Tange para a Baía de Tóquio, o Neo-Tōkyō Plan de Kurokawa propunha que Tóquio fosse descentralizada e organizada em padrões cruciformes. Ele dispôs Bamboo-shaped Cities ao longo destas cruzes, mas ao contrário de Kikutake, ele manteve as torres da cidade com menos de 31 metros para respeitar o código de construção de Tóquio  (estes limites de altura não foram revisadas até 1968).
A Wall City considerava o problema do aumento da distância entre a casa e o trabalho. Ele propunha uma cidade em forma de parede que poderia se estender infinitamente. As residências estariam de um lado e os locais de trabalho, do outro. A parede em si conteria transporte e serviços.
Sobreviver ao Tufão Vera em 1959 inspirou Kurokawa a projetar uma cidade agricultura. Consistia de uma cidade tipo grade sustentada por pernas de pau de 4 metros sobre o solo. A cidade de 500 metros quadrados assentava-se sobre uma laje de concreto que abrigava indústria e infraestrtutura acima da agricultura, e era uma tentativa de combinar a terra rural e a cidade em uma entidade. Ele previu que suas casas cogumelo brotariam através da laje da Agriculture City. Essas casas fomra envoltas por um capuz e forma de cogumelo, que não eram nem parede nem telhado, que incluíam uma sala de chá e um espaço de estar.

### Rumo a uma Forma de Grupo
O ensaio de Maki e Otaka sobre forma de grupo tinha menos ênfase nas megaestruturas de alguns outros metabolistas, e concentrava-se em uma forma mais flexível do planejamento urbano, que poderia melhor acomodar os requerimentos imprevisíveis e rápidos da cidade.
Otaka havia pensado sobre a relação entre infraestrutura e arquitetura pela primeira vez em sua tese de 1949 e continuou exlorando ideias sobre "solo artificial" durante seu trabalho no escritório de Maekawa. Da mesma forma, durante suas viagens ao exterior, Maki ficou impressionado com o agrupamento e as formas das edificações vernaculares. O projeto que incluíram para ilustrar suas ideias foi um esquema para o desenvolvimento da estação Shinjuku, que incluía varejo, escritórios e entretenimento em um solo artificial sobre a estação. Embora as formas de Otaka fosse pesadas e esculturais e as de Maki fossem leves com grandes vãos, ambas continham aglomerações homogêneas que foram associadas à forma de grupo.

### Material e Homem
Kawazoe contribui com um breve ensaio intitulado Eu quero ser uma concha, Eu quero ser um molde, Eu quero ser um espírito. O ensaio refletia sobre a angústia cultura japonesa depois da Segunda Guerra Mundial e propunha a unidade do homem com a natureza.

## Plano para Tóquio, 1960–2025
Em 1 de janeiro de 1961, Kenzo Tange apresentou seu novo plano para a Baía de Tóquio (1960) em um programa de televisão de 45 minutos na NHK. O projeto era um plano radical para a reorganização e expansão da capital a fim de atender a uma população de 10 milhões de pessoas. O projeto era para uma cidade linear que usava uma série de módulos de nove quilômetros que se estendia por 80 km ao longo da Baía de Tóquio, de Ikebukuro no noroeste a Kisarazu no sudeste. O perímetro de cada um dos módulos era organizado em três níveis de rodovias em looping, para Tange era imprescindível que um sistema eficiente de comunicação fosse a chave para a vida moderna. Os módulos em si eram organizados em zonas de edificações e centro de transporte e incluíam escritórios, governo administrativo e distrito de varejo, bem como uma nova estação de trem para Tóquio e ligações rodoviárias para outras partes de Tóquio. As áreas residenciais seriam acomodadas em ruas paralelas que corriam perpendiculares ao eixo linear principal e, como o projeto da Baía de Boston, as pessoas construiriam suas próprias casas dentro de estruturas gigantes do quadro-A.
O projeto foi concebido por Tange e outros membros de seu estúdio na Universidade de Tóquio, incluindo Kurokawa e Arata Isozaki. Originalmente, havia a intenção de publicar o plano na Conferência Mundial de Design (daí o "1960" em seu título), mas foi adiado porque os membros estavam trabalhando na organização da conferência. Tange recebeu o interesse e o suporte de várias agências governamentais, mas o projeto nunca foi construído. Tange passou a expandir a ideia da cidade linear em 1964 com o plano da Megalópole de Tōkaidō. Foi uma proposta ambiciosa para estender a cidade linear de Tóquio ao longo de toda a região japonesa de Tōkaidō a fim de redistribuir a população.
Kikutake e Kurokawa aumentaram o interesse no plano de 1960 de Tange, produzindo seus próprios esquemas para Tóquio. O plano de Kikutake incorporou três elementos, tanto na terra quanto no mar, e incluía uma rodovia em looped que conectava todas as prefeituras ao redor da baía. Ao contrário de Tange, no entanto, seus gráficos simples de apresentação fizeram com que muitas pessoas não aderissem. O plano de Kurokawa consistia em megaestruturas em forma de hélice flutuando dentro de células que se estendiam ao logno da baía. Embora os gráficos mais convincentes do esquema tenham sido apresentados como parte de um filme, o projeto não foi construído.
Com a bolha de propriedade do Japão nos anos 1980, Tange e Kurokawa revisitaram suas ideias anteriores: Tange com seu Plano para Tóquio de 1986 e Kurokawa com seu Plano para uma Nova Tóquio 2025. Os projetos usavam a terra que havia sido subtraída do mar desde 1960 em combinação com estruturas de flutuação.

## Projetos construídos selecionados

### Centro de Imprensa e Televisão da Yamanashi

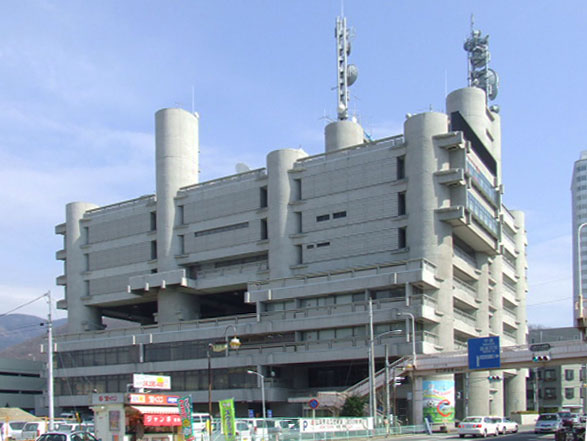
O Centro de Imprensa e Televisão da Yamanashi

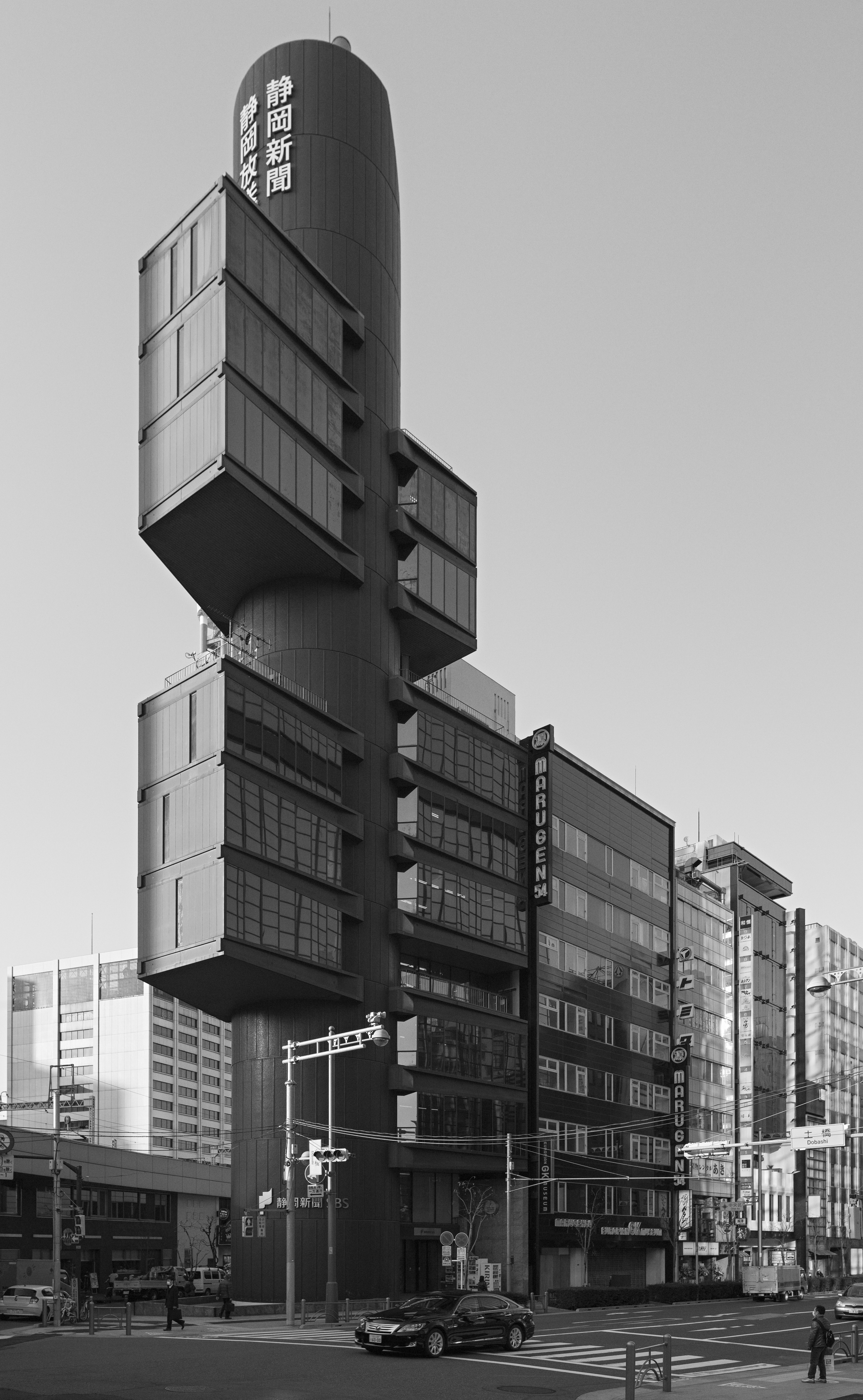
Torre de Imprensa e Televisão de Shizuoka

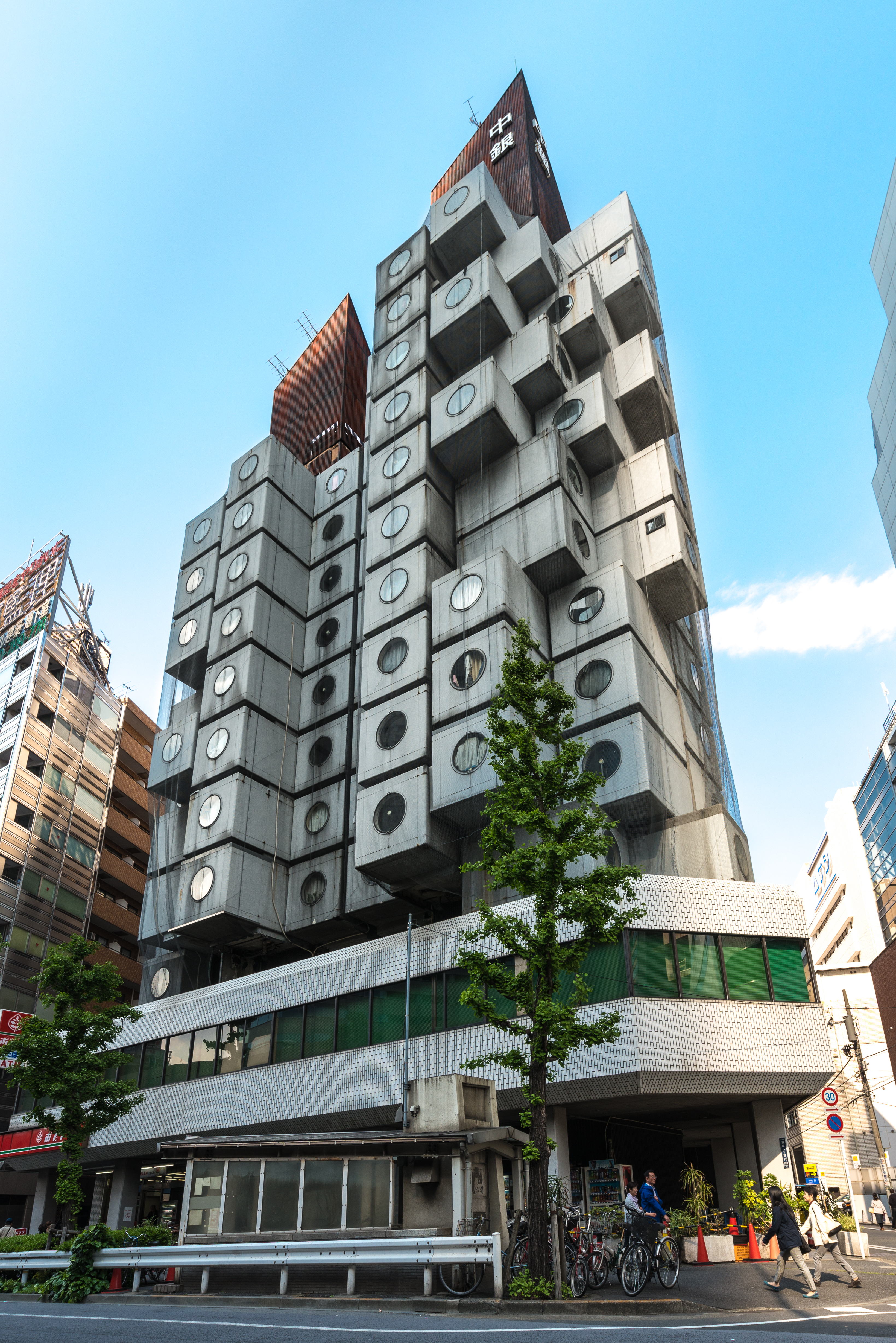
Nakagin Capsule Tower

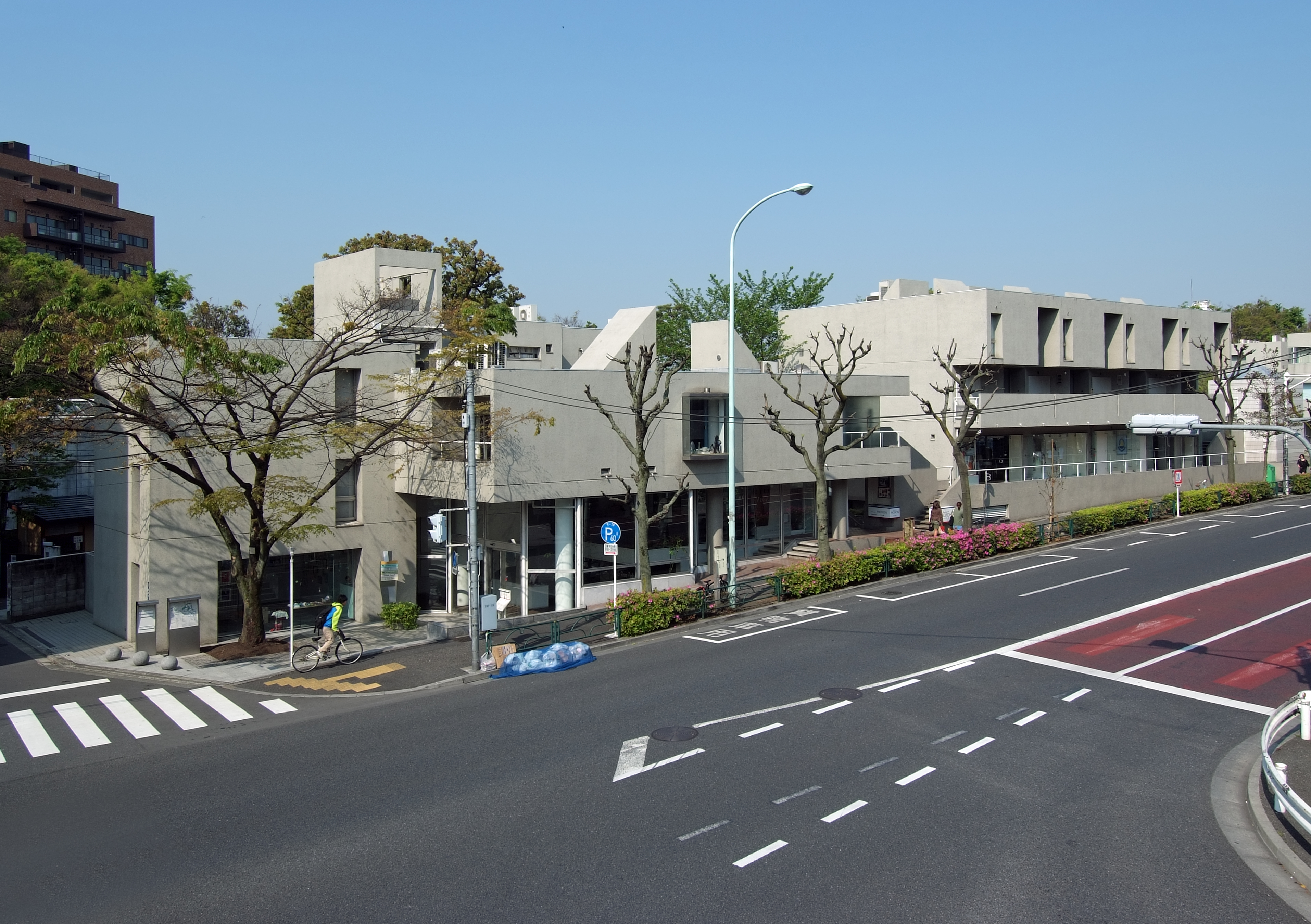
Hillside Terrace

Em 1961, Kenzo Tange recebeu uma comissão do Yamanashi News Group para projetar um novo escritório em Kōfu. Bem como duas novas firmas e uma companhia de imprensa precisavam ser incorporadas a uma cafeteria e lojas no primeiro piso para ligar com a cidade adjacente. Também era preciso ser flexível em seu projeto para permitir futuras expansões.
Tange organizou os espaços das três firmas por função para permitir que elas compartilhassem instalações comuns. Ele empilhou essas funções verticalmente de acordo com a necessidade, por exemplo, a planta de impressão está no térreo para facilitar o acesso à rua para carregamento e transporte. Então ele agrupou todas as funções de serviço (incluindo elevadores, banheiros e tubulações) em 16 torres cilíndricas de concreto reforçado, cada qual com 5 metros de diâmetro. Estes ele colocou em uma grade dentro da qual inseriu o grupo funcional de instalações e escritórios. Estes elementos inseridos foram concebidos como contêineres que eram independentes da estrutura e poderiam ser arranjados flexivelmente conforme necessário. Esta flexibilidade concebida distinguiu o projeto de Tange do de outros arquitetos com escritórios de piso aberto e centros de serviços – tal como os Laboratórios de Pesquisa Médica Richrads de Kahn. Tange deliberadamente finalizou as torres cilíndricas em diferentes alturas para implicar que havia sala para a expansão vertical.
Embora o edifício tenha sido expandido em 1974 como Tange tinha planejado originalmente, não agiu como um catalisador para a expansão do prédio em uma megaestrutura ao ongo do resto da cidade. O edifício foi criticado por abandonar o uso humano do prédio em preferência da estrutura e adaptabilidade.

### Torre de Imprensa e Televisão de Shizuoka
Em 1966, Tange projetou a Torre de Imprensa e Televisão de Shizuoka no distrito de Tóquio de Ginza. Desta vez, usando apenas um núcleo central Tange arranjou os escritórios como caixas de aço e vidro em balanço. O balanço é enfatizado por pontuar os três blocos de pavimentos com um único pavimento com balcão envidraçado. As formas concretas do edifício foram moldadas usando formas de alumínio e o alumínio foi mantido como um revestimento. Embora concebido como um sistema "tipo-núcleo" que foi incluído em propostas de outras cidades de Tange, a torre permanece sozinha e é roubada de outras conexões.

### Nakagin Capsule Tower
O íncone do Metabolismo, Nakagin Capsule Tower de Kurokawa foi construído no distrito de Tóquio de Ginza em 1972 e completada em apenas 30 dias. Prefabricada na Província de Shiga em uma fábrica que normalmente constrói containers de transporte, é constituído por 140 cápsulas plugada a dois núcleos de 11 e 13 pavimentos de altura. As cápsulas continham as inovações mais recentes e foram construídas para abrigar equenos escritórios e pied-à-terre para os colarinhos brancos de Tóquio.
As cápsulas são construídas em treliças soldadas de aço leve cobertas com chapas de aço montadas nos núcleos reforçados de concreto. As cápsulas têm 2.5 metros de largura e quarto metros de comprimento com uma janela de 1.3 metros de diâmetro em uma das pontas. As unidades originalmente continham uma cama, armários, um banheiro, uma televisão em cores, relógio, refrigerador e ar-condicionado, embora adicionais opcionais como um rádio estivessem disponíveis. Embora as cápsulas fossem desenhadas com a produção em massa em mente, nunca houve tamanha demanda.
Desde 1996 a torre está listada como patrimônio arquitetônico pelo DoCoMoMo. Contudo, em 2007 os residentes votaram por destruir a torre e construir uma nova torre com 14-pavimentos. (Contudo, deve-se notar que, embora eles tenham decidido/votado pela destruição, muitos fatores incluindo grandes grupos de arquitetos têm observado, se não tristemente ainda em um estado ruim de decadência em áreas * A torre ainda permanece hoje e tem aproximadamente 15 pessoas vivendo nela. Também com os casulos que ainda são seguros para se viver e não estão caindo aos pedaços em seu interior, tem se tornado um hotel outra vez por meros US$30 por noite em média.

### Hillside Terrace, Tóquio
Depois da Conferência Mundial de Design, Maki começou a distanciar-se do movimento Metabolista, embora seus estudos em Form de Grupocontinuaram a ser de interesse dos Metabolistas. Em 1964, ele publicou um livreto intitulado Investigações em Forma Coletiva no qual ele investigou três formas urbanas: Forma-composicional, Megastrutura e Forma de Grupo. O Hillside Terrace é uma série de projetos comissionados pela família Asakura e realizados em sete fases de 1967 a 1992. Inclui edificações residenciais, de escritórios e culturais bem como a Embaixada Real da Dinamarca e está situado em ambos os lados da avenida Kyū-Yamate no distrito de Tóquio de Daikanyama.
A execução dos projetos evoluiu, ao longo das fases, com as formas exteriores se tornando mais independentes das funções internas e novos materiais sendo empregados. Por exemplo, a primeira fase tinha um deck de pedestres elevado que dava acesso às lojas e a um restaurante, o que fora projetado para se estender em fases subsequentes mas a ideia, junto com o plano principal original, foi descartada em fases posteriores. Na terceira fase, Maki afastou-se da máxima modernista de que a forma segue a função e começou a projetar os exteriores dos edifícios para melhor corresponder ao ambiente imediato. O projeto atuaou como um catalisador para o desenvolvimento de toda a área circundante da Estação de Daikanyama.

## Metabolismo em contexto

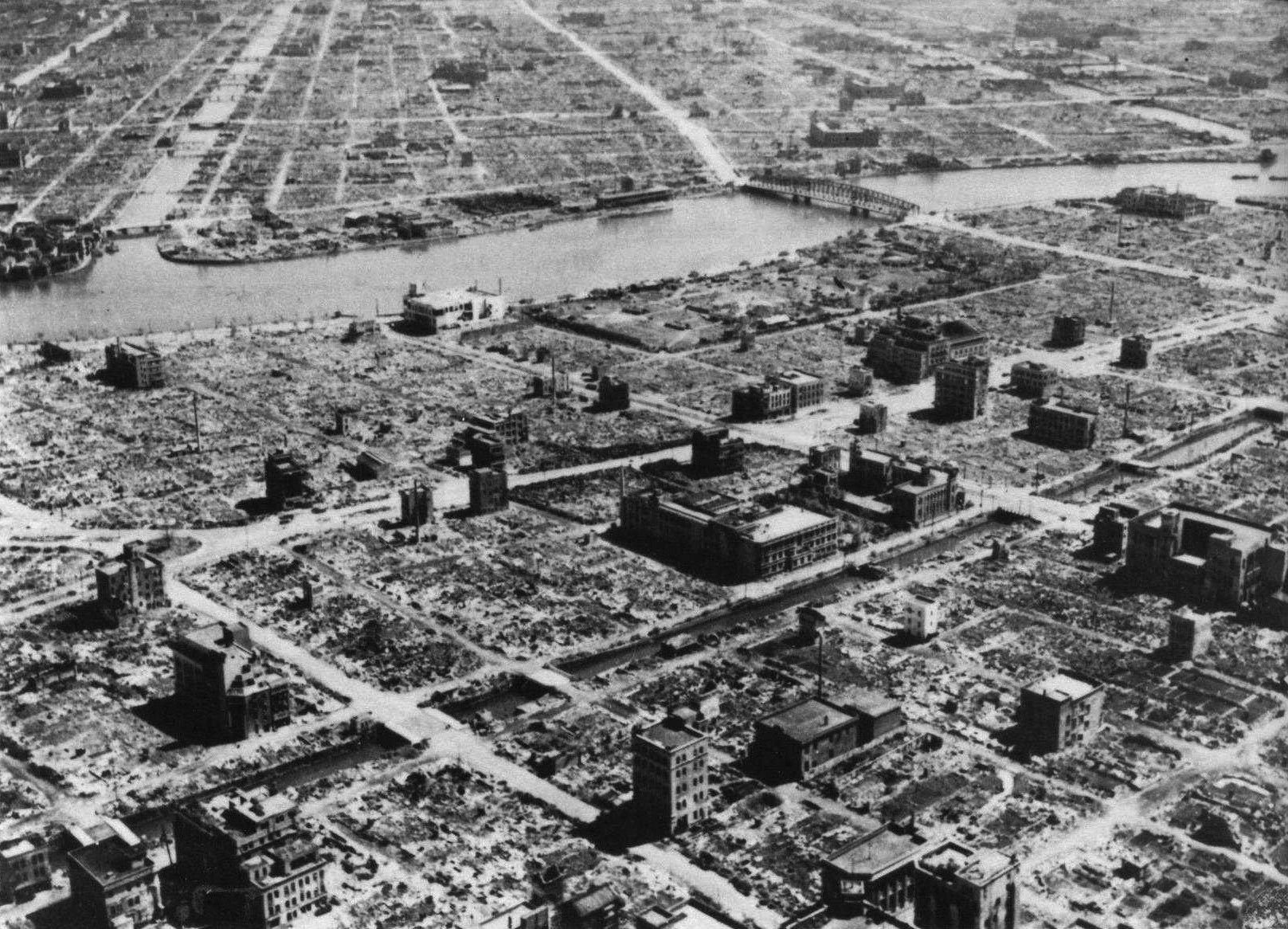
Tóquio depois da bomba, 1945

O Metabolismo se desenvolveu depois do período da pós-guerra, em um Japão que questionava sua identidade cultural. Inicialmente, o grupo escolheu o nome “Burnt Ash School para refletir o estado de ruínas das cidades japonesas bombardeadas e a oportunidade que eles apresentavam para uma reconstrução radical. As ideias da física nuclear e do crescimento biológico estavam lincadas com os conceitos do Budismo de regeneração. Embora o Metabolismo rejeitassem referências visuais do passado, eles abraçaram conceitos de pré-fabricação e renovação da tradicional arquitetura japonesa, especialmente o ciclo de 20 anos de reconstrução do Ise Shrine (para o qual Tange e Kawazoe foram convidados em 1953). As rochas sagradas nas quais o shrine está construído foram vistas pelos Metabolistas como símbolos do espírito japonês que precedeu as aspirações do Império e as influência modernizadoreas do Oeste.
Em seu Investigações na Forma Coletiva”, Maki cunhou o termo Megastrutura para se referir a estruturas que abrigam o todo ou parte de uma cidade em uma única estrutura. Ele originou a ideia de formas vernaculares da arquitetura das vilas que eles projetaram como vastas estruturas com a ajuda da tecnologia moderna. Reyner Banham emprestou Megastrutura para o título de seu livro de 1976 que continha numerosos projetos construídos e não-construídos. Ele definiu Megastruturas como unidades modulares (com uma pequena vida útil) que são presas a um quadro estrutural (com uma vida útil mais longa). Posteriormente, Maki criticaria a abordagem de Megastrutura em projeto, para, em vez disso, defender sua ideia de “Forma em Grupo, que ele acreditava que acomodaria melhor a desordem da cidade.
O arquiteto Robin Boyd prontamente faz o intercâmbio da palavra Metabolismo com o Archigram em seu livro de 1968 Novas Direções em Arquitetura Japonesa. Na verdade, os dois grupos surgiram juntos nos anos 1960 e se separaram nos anos 1970 e usavam imagens com megastruturas e células, mas suas propostas urbanas e arquitetônicas eram bem diferentes. Embora utópicos em seus ideiasi, os Metabolistas estavam preocupados com a melhoria da estrutura social com sua arquitetura biologicamente inspirada, enquanto o Archigram foi influenciado por mídias mecânicas, da informação e eletrônicas e sua arquitetura era mais utópica e menos social.

## Exposição de Osaka, 1970

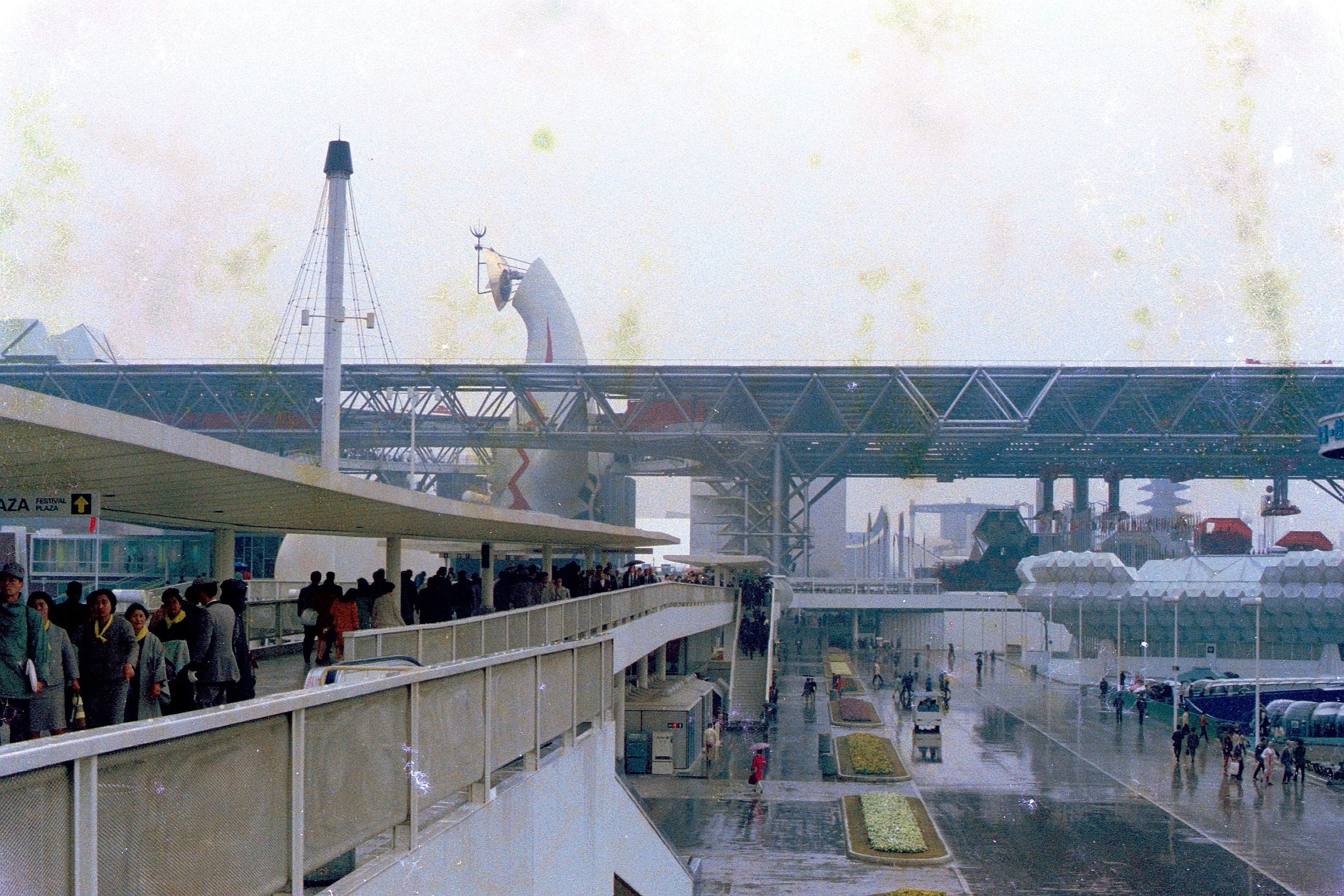
O telhado da Praça do Festival, Exposição de Osaka, 1970

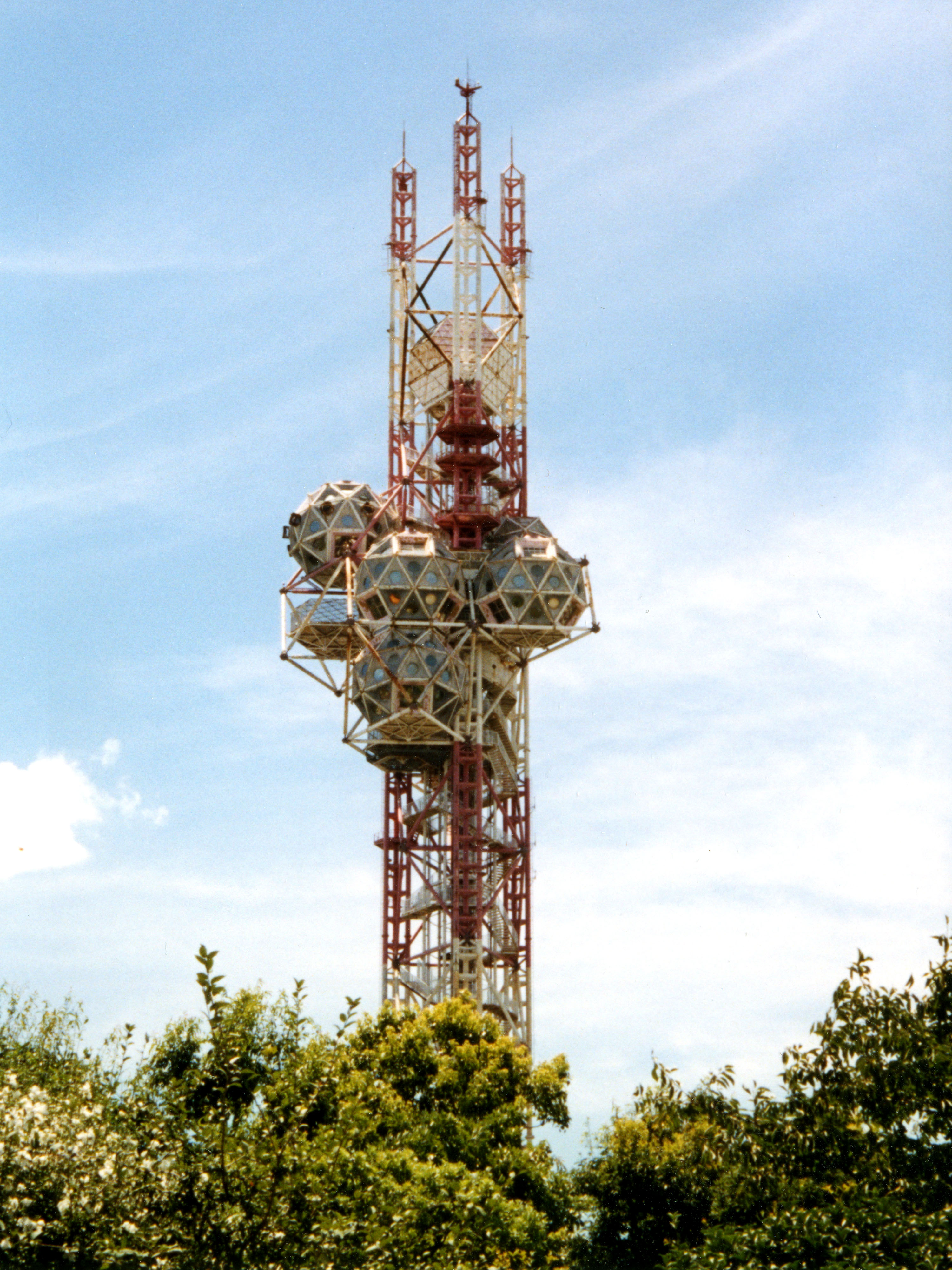
Torre da Exposição de Kikutake, Exposição de Osaka, 1970

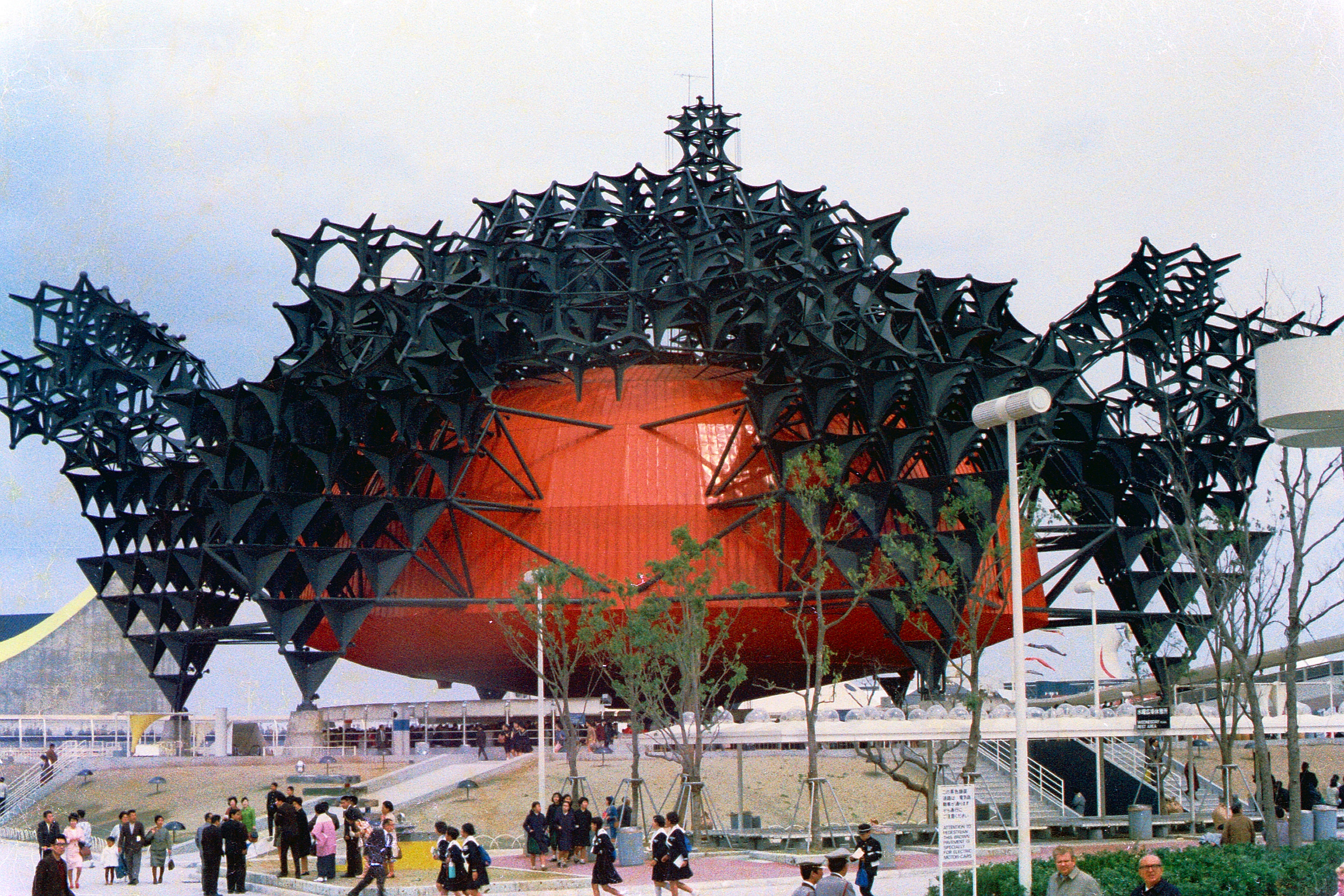
Pavilhão Toshiba-IHI de Kurokawa, Osaka Expo 1970

O Japão foi selecionado como o local para a 1970 World Exposição e 330 hectares nas colinas de Senri no município de Osaka foram separados para a locação. O Japão originalmente queria hospedar a Exposição Mundial em 1940, mas foi cancelado devido à escalada da guerra. Um milhão de pessoas que compraram ingressos para 1940 foi autorizadas a utilizá-los em 1970.
Kenzo Tange se juntou ao Comitê Tema para a Exposição e, juntamente com Uso Nishiyama, tinha a responsabilidade de planejar o local. O tema da Exposição era "Progresso e Harmonia para a Humanidade". Tange convidou doze arquitetos, incluindo Arata Isozaki, Otaka e Kikutake para projetar os elementos individuais. Ele também convidou Ekuan para supervisionar o projeto para o mobiliário e os transportes e Kawazoe para a curadoria da Exposição Mid-Air, que estava localizada no enorme telhado armação espacial.
Tange imaginou que a Exposição deveria ser primeiramente concebida como um grande festival onde os serem humanos poderia se encontrar. No centro do terreno ele posicionou a Praça do Festival, ao qual estavam conectados vários displays temáticos, todos estavam reunidos sob um grande telhado. Em seu Projeto para a Baía de Tóquio, Tange falava sobre o ser vivo ter dois tipos de sistemas de transmissão de informação: fluido e eletrônico. O projeto utilizava a ideia de um tronco de árvore e suas folhas, que realizariam esses tipos de transmissão em relação à cidade. Kawazoe lincou o telhado em armação espacial da Praça do Festival ao sistema eletrônico de transmissão e os displays temáticos aéreos que estavam plugados nele ao sistema hormonal.
Kawazoe, Maki e Kurokawa convidaram uma seleção de arquitetos mundiais para projetar os displays para a Exposição Mid-Air, que seria incorporada ao telhado. Os arquitetos incluíam Moshe Safdie, Yona Friedman, Hans Hollein e Giancarlo De Carlo. Embora Tange estivesse obcecado com a teoria da flexibilidade que a armação espacial provê, ele admitiu que, na verdade, não era tão prático para a fixação dos displays. O telhado em si foi desenhado por Koji Kamaya e Mamoru Kawaguchi que o concebeu como uma grande armação. Kawaguchi inventou uma junta em forma de bola sem soldagem para distribuir de maneira segura a carga e elaborou um método para montar a armação no chão antes de levantá-la usando macacos hidráulicos.
A Torre da Exposição de Kikutake foi posicionada na mais alta colina nos jardins e funcionava como um marco para os visitantes.
Kurokawa havia vencido concursos para dois pavilhões corporativos: o Takara Beautillion e o Toshiba IHI. O primeiro destes era composto de cápsulas plugadas em armações de seis pontos e montado em apenas seis dias; o último era uma armação espacial composta de módulos tetraédricos, baseados em sua Helix City que podeia crescer em 14 direções diferentes e se assemelhar ao crescimento orgânico.
A Exposição de 70 tem sido descrita como a apoteise do movimento Metabolista. Mas mesmo antes do período de rápido crescimento econômico do Japão terminado com a crise mundial do petróleo, os críticos consideravam a Exposição como uma distopia que estava longe da realidade. A crise do petróleo demonstrou a confiançça japonesa, tanto no petróleo importado, quanto na força de suas exportações. Isto levou a uma reavaliação do projeto e do planejamento com arquitetos trocando os projetos utópicos por intervenções urbanas menores.

## Anos Posteriores

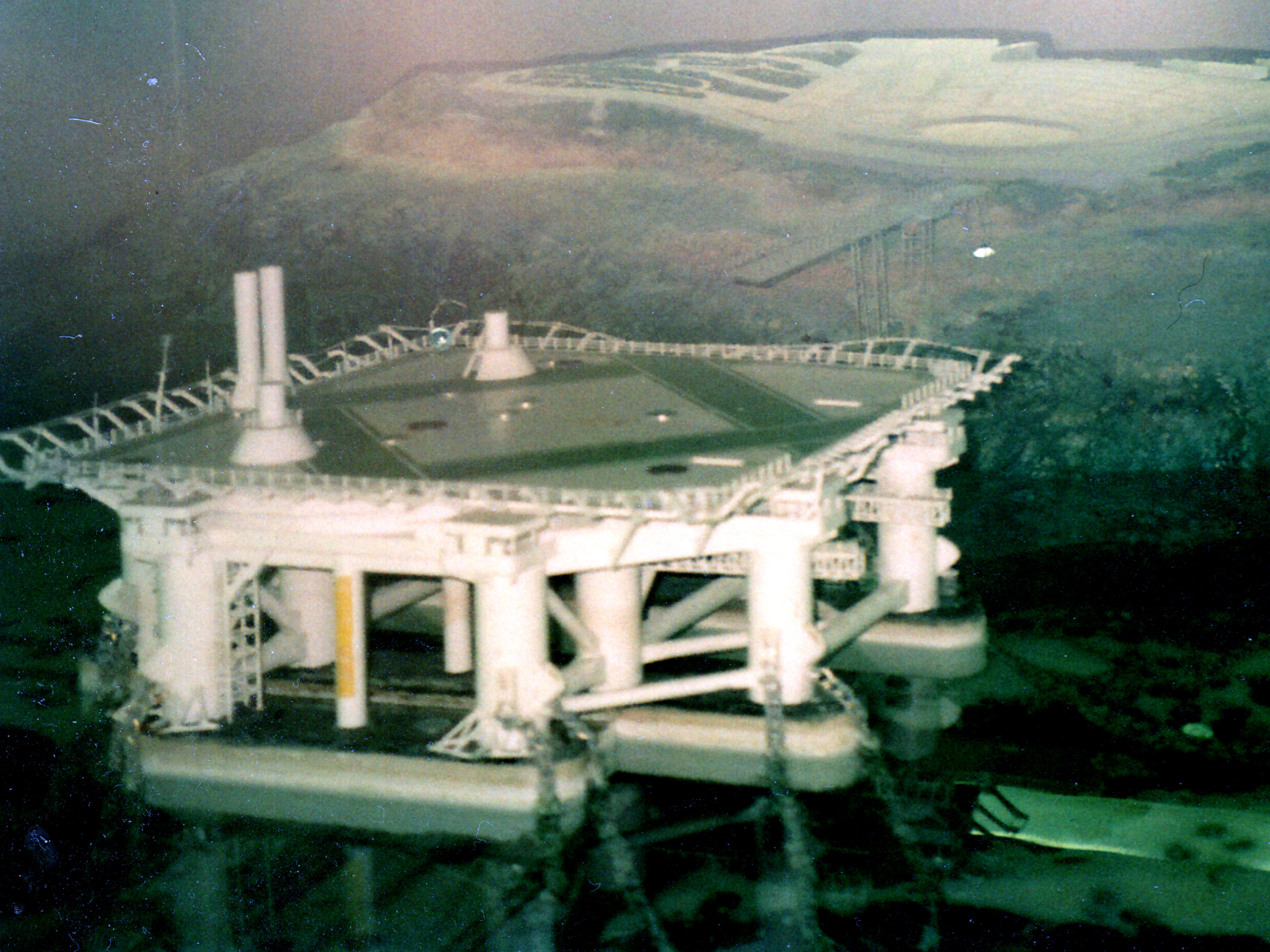
Modelo do Aquapolis, Okinawa Ocean Expo 1975

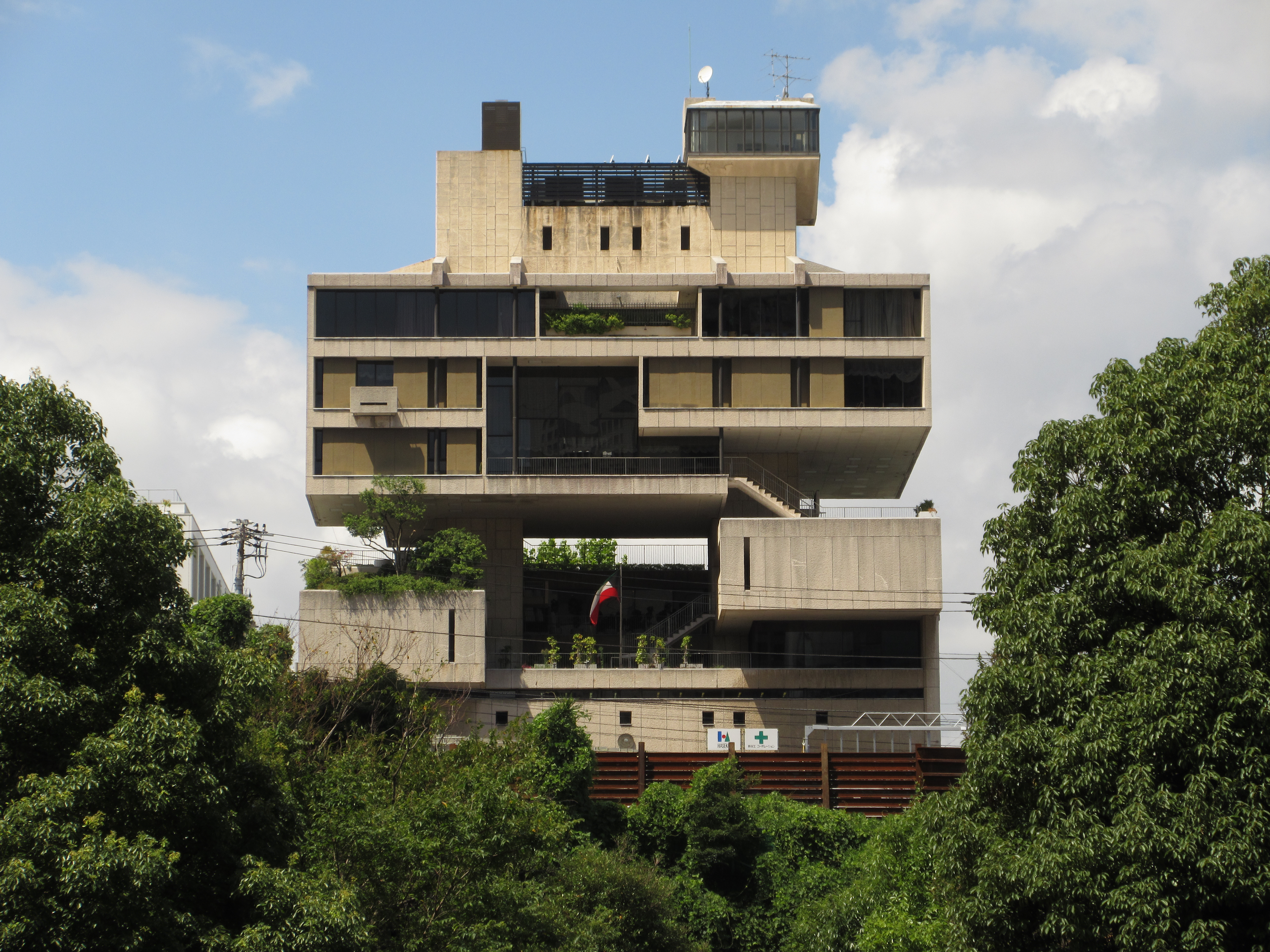
Embaixada do Kuwait e Chancelaria do Japão (1970)

Depois da Exposição de 1970, Tange e os Metabolistas voltaram sua atenção para fora do Japão, em direção ao Oriente Médio e à África. Estes países estavam expandindo à custa da renda do petróleo e estavam fascinados pela cultura japonesa e pelos conhecimentos metabolistas em relação ao planejamento urbano. Tange e Kurokawa venceram a maioria dos concursos, mas Kikutake e Maki também estiveram envolvidos.
O projeto de Tange incluía um estádio para 57.000 pessoas e centros de esporte em Riyadh para o Rei Faisal, e uma cidade desportiva para o Kuwait para os Jogos Árabes do Pan planejados para 1974. No entanto, ambos foram suspensos pela eclosão da Quarta Guerra Árabe-Israelita em 1973. Da mesma forma, o plano para um novo centro da cidade em Teerã foi cancelado depois da Revolução de 1979. Contudo, ele completou a Embaixada do Kuwait em Tóquio em 1970 e o Aeroporto International do Kuait.
O trabalho de Kurokawa incluiu uma vitória para o Teatro Nacional de Abu Dhabi (1977), uma torre-capsular projetada para um hotel em Baghdad (1975) e uma cidade no deserto na Libya (1979–1984).
A visão de Kikutake para torres flutuantes foi parcialmente realizada em 1975, quando ele projetou e construiu Aquapolis para a Okinawa Ocean Expo. A cidade flutuanete de 100 x 100 metros continha acomodações que cincluíam uma sala de banquetes, escritórios e residências para 40 empregados e foi construída em Hiroshima e então rebocada para Okinawa. Além de projetos não-construídos da cidade flutuante serem construídos, incluindo uma cidade flutuante no Hawaii para pesquisa oceanográfica e uma unidade-A flutuante contendo moradia e escritórios, que poderia ser usada como moradia móvel em caso de desastre natural.